# Joseph Frederik Whiteaves
Joseph Frederik Whiteaves (Oxford, Reino Unido, 26 de dezembro de 1835  – Otava, Canadá, 8 de agosto de 1909) foi um paleontólogo inglês. Iniciou seus estudos em escolas da Inglaterra e especializou-se em geologia e paleontologia em Oxford. Em 1861, visitou o Canadá Inferior e no ano seguinte partiu para Montreal, onde estabeleceu-se para ocupar posição na Sociedade de História Natural. Foi notório por suas pesquisas sobre a fauna fóssil e viva do Canadá e recebeu prêmios por seus trabalhos. Foi um dos membros fundadores da Sociedade Real do Canadá.

## Vida
Joseph nasceu em 26 de dezembro de 1835 em Oxford, Inglaterra, filho de Joseph Whiteaves e sua esposa Sarah. Sabe-se que era anglicano. Ele iniciou seus estudos em escolas em Brighton, Londres e Oxford. Quando adulto enveredou pelas áreas de geologia e paleontologia, tendo ele feito trabalhos sobre ambas no em torno de Oxford; seus estudos foram reconhecidos pelos grandes estudiosos John Phillips e John Lycett. Em 1861, Joseph visitou brevemente o Canadá Inferior, onde entrou em contado com os círculos de geólogos de Quebeque e Montreal. No ano seguinte, estabeleceu-se ali para assumir o museu da Sociedade de História Natural de Montreal, onde serviu como secretário do registro. Entre 1867 e 1873, envolveu-se em ao menos cinco operações de dragagem do Golfo de São Lourenço, onde descobriu exemplos fossilizados e vivos raros da vida marítima.
Em 1875, se juntou ao ramo paleontológico do Serviço Geológico do Canadá em Montreal e em 1876 substituiria Elkanah Billings como paleontólogo. Em 1877, além disso, tornar-se-ia zoólogo. Nestas funções, Whiteaves trabalho na identificação e descrição de invertebrados vivos e fósseis de vários estratos e estudou peixes, cefalópodes, estromatoporoides e moluscos terrestres e de água doce do Devoniano. Seus trabalhos foram anualmente publicados pela sociedade. Whiteaves assumiu a direção do museu da sociedade e supervisionou, em 1881, sua transferência de Montreal para Otava, devido a transferência da sede da sociedade para aquela cidade.
Whiteaves notabilizou-se por sua prolífica contribuição às nascentes instituições científicas do Canadá. Publicou aproximados 150 artigos científicos nos quais apresentou mais de 450 gêneros, espécies e variedades de seres vivos. Foram publicados nos periódicos científicos canadenses, especialmente no Naturalista Canadense de Montreal, onde foi editor de 1868 a 1874, o Registro Canadense de Ciência de Montreal e o Naturalista de Otava. Foi um dos membros originais da Sociedade Real do Canadá, e contribuiu para as suas operações, e serviu como primeiro secretário da seção devotada aos estudos geológicos e biológicos. Por seus esforços na promoção da ciência, recebeu a posição honorária de LL.D. em 1900 da Universidade McGill. Também receberia, em 1907, a Medalha Lyell da Sociedade Geológica de Londres, na qual era membro desde 1859.